# Aşağıdağdere, Honaz
Aşağıdağdere là một xã thuộc huyện Honaz, tỉnh Denizli, Thổ Nhĩ Kỳ. Dân số thời điểm năm 2010 là 707 người.